# Эндер Виггин
Эндрю «Эндер» Виггин — персонаж научно-фантастического романа Орсона Скотта Карда «Игра Эндера» 1985 года и его продолжений (Голос тех, кого нет, Ксеноцид, Дети разума, Эндер в изгнании), а также первой части спин-офф серии «Сага теней» — «Тень Эндера». Сама книга представляет собой расширенную версию рассказа «Игра Эндера» 1977 года с некоторыми дополнениями и изменениями деталей.
Роль Эндера в экранизации «Игры Эндера» исполнил Эйса Баттерфилд.

## Игра Эндера
В первой книге серии, «Игре Эндера», Эндрю «Эндер» Виггин — гений, младший сын в религиозной семье, рождённый вопреки строгой государственной политике ограничения рождаемости (не более двух детей в семье). Его рождение обусловлено программой, направленной на подготовку командующих для войны человечества против Формиков, или «Жукеров». Он посещает Боевую школу, расположенную на космической станции на околоземной орбите, которая работает с такими же одаренными детьми. Он получает такое же образование, как и другие дети, но военные считают его лучшим кандидатом на звание верховного главнокомандующего и часто изменяют собственные правила, чтобы убедиться, что Эндер не только обладает необходимыми техническими навыками, но и что эти навыки в необходимой степени развиты. В частности, Эндер должен быть полностью самодостаточным с самого раннего детства.
В детстве над Эндером издевались в школе за то, что он «Третий», особенно задирал хулиган по имени Стилсон. После того, как Стилсон вступает с ним в драку, Эндер избивает его так сильно, что мальчик умирает. Дома Эндер страдает от издевательств со сторон брата Питера, садиста-хулигана, которого задевает то, сколько внимания военные уделяют Эндеру. Единственный утешитель Эндера — его любимая сестра Валентина, являющаяся его защитником и единственным другом. Когда Эндера принимают в Боевую школу, мысль о расставании с Валентиной разбивает ему сердце, но она уверяет его, что они всегда будут иметь связь.
В Боевой школе Эндер подвергается большим эмоциональным и душевным страданиям и даже физической опасности. Администрации запрещено защищать его, чтобы гарантировать, что в будущем он никогда не обратится к кому-либо за помощью.
Эндер быстро решает учебные задачи, его главным интересом является основа школы — группы, формирующиеся для трехмерных лазерных боев в условиях невесомости Боевой Комнаты. Он становится первым образцовым игроком, затем образцовым стратегом и конце концов назначается командующим Армией Драконов. Он превращает группу из непроверенных и нежелательных учащихся в самую успешную армию в истории школы (как выясняется в «Тени Эндера», людей для этой армии подбирал Джулиан «Боб» Дельфики).
Небывалый успех Эндера вызывает зависть его коллег-командиров, которые причиняют ему все большие страдания. С ведущим хулиганом, Бонзо, Эндер сталкивается в душевой и вступает с ним в жестокую драку. Эндер, вынужденный защищаться самостоятельно из-за отсутствия вмешательства со стороны администрации, убивает Бонзо с целью положить конец конфликту. Это укрепляет роль Эндера как «заканчивателя» конфликтов, то есть обладателя личностных качеств, одобряемых администрацией. После боя администрация дает Эндеру возможность окончить Боевую школу, не сообщив ему, что Бонзо умер от полученных травм.
После досрочного окончания плана обучения его переводят в Командную школу на Эросе. Там он обучается на голографических симуляторах, участвуя в сражениях межзвездного флота. После того, как Эндер овладевает навыками игры в обычных условиях, игра меняется от прямого командования кораблями к передаче команд подчиненным — команде его друзей и соратников из Боевой школы: Джулиана «Боба» Дельфики, Алая, Шена, Петры Арканян, Динка Микера, Сумасшедшего Тома, Горячего Супчика, Мухм Моло, Влада, Самосвала и Карна Карби. Под опекой Мэйзера Ракхейма, легендарного спасителя человечества времен предыдущей войны, Эндер и его надежные товарищи участвуют в череде изнурительных сражений, всякий раз одерживая победу, несмотря на то, что нарастающее давление толкало Эндера к краю.
Финальная битва разворачивается у смоделированной планеты против врага, имеющего подавляющее численное превосходство. Эндер воспринимает это как вопиюще несправедливое испытание и решает выиграть, нарушив правила. Это, как думает Эндер, убедит его инструкторов в том, что он не тот человек, который достоин повести флот в бой с Формиками. Вместо сражения с врагом судно на судно Эндер проникает в их оборонительный периметр и уничтожает саму планету. Только после всего случившегося ему сказали, что на самом деле это была не симуляция: Эндер и его джиш участвовали не в серии симуляций, организованных Ракхеймом, как считалось, а в реальных боях, отдавая приказы кораблям настоящей армии. Финальная битва на самом деле заключалась в уничтожении родной планеты жукеров и их полном истреблении. Эндера приветствуют как героя, но он поражен чувством вины за то, что неосознанно совершил ксеноцид.
Валентина сообщает Эндеру, что из-за окончания войны ему никогда не позволят вернуться на Землю в результате её собственных действий по защите его от Питера, который стремится к обладанию значительной политической силой на Земле. Эндер отправляется вместе с сестрой в колонию, основанную на одной из оставленных жукерами планет. Там он находит оплодотворенную куколку Королевы жукеров, спрятанную в месте, специально созданном жукерами так, чтобы он смог её найти, поскольку это место похоже на смоделированное место в интерактивной компьютерной игре, в которую Эндер играл в годы обучения в Боевой школе. Жукеры узнали о ней из его кошмарных снов в Командной школе. Куколка Королевы способна продолжить род жукеров. С помощью элементарной телепетической связи с Королевой Эндер узнает то, о чём подозревал перед концом войны: весь конфликт был ошибкой, результатом неспособности к общению двух чуждых друг другу видов существ. Он также узнает, что жукеры сожалеют об ошибочной войне с людьми и что они прощают Эндеру уничтожение их мира. Сопереживая Королеве, Эндер обещает найти ей дом, где она сможет вырасти и не будет убита людьми.
Лелея мысль об этом возможном возрождении, Эндер пишет книгу под названием «Королева Улья», в которой рассказывает историю о войне с точки зрения Формиков. Эндер использует псевдоним Голос Тех, Кого Нет. Когда Питер, ставший Гегемоном Земли, связывается с Эндером, Голос Тех, Кого Нет пишет вторую книгу, «Гегемон», проводя параллель с первой книгой. Обе книги в конечном итоге становятся одними из основополагающих текстов квазирелигиозных практик в колониях. После написания книг Эндер и Валентина отправляются на корабле искать планету, на которой будет возможность Королеве вырасти и которую можно будет назвать новым домом.

## Голос тех, кого нет
События книги «Голос тех, кого нет» начинаются спустя 3000 лет после событий «Игры Эндера». Эндер покидает планету, на которой Валентина нашла мужа. Также он приобрел интегрированный компьютер, посредством которого поддерживает связь с мощным искусственным интеллектом, известным как Джейн. О её существовании известно только Эндеру. Эндер взял на себя роль Голоса Тех, Кого Нет, сохраняя в тайне свою истинную личность «Эндера Ксеноцида». Его книги «Королева Улья» и «Гегемон», написанные им от имени Голоса Тех, Кого Нет, были самокритичными работами, призванные изобразить Эндера бессердечным монстром, уничтожившим разумную расу. Имя «Эндер» теперь считается унизительным оскорблением.
Эндер отправляется на Лузитанию, житель которой отправил просьбу «говорить» от имени исследователя, который умер от контакта с коренной расой планеты, свинксами. Когда он спустя 22 года прилетает на планету (по его субъективному времени прошло не более двух недель), он узнает, что первоначальный запрос был отменен. Два других запроса, однако, касаются других, более поздних, смертей. Эндер обнаруживает, что оба запроса отправлены членами одной семьи: первый запрос — о смерти Маркоса, мужа Новиньи, отправленный дочерью Новиньи Элой; второй — об исследователе Либо, отправленный старшим сыном Новиньи Миро.
Эндер начинает изучать личность Маркоса и часто контактирует с семьей Новиньи. Своей открытостью и искренностью он располагает к себе большинство детей так, как если бы он был им отцом. Он узнает, что Маркос оскорблял свою жену. С помощью Джейн и общения с детьми Эндер узнает множество тайн, которые были долгое время скрыты. Однако во время разговора с членами религиозного монашеского ордена планеты Дети Разума он, раздраженный полусаркастическими комментариями Джейн, отключает связь с ней, чего раньше никогда не делал. Полная изоляция и травма Джейн имели непредвиденные последствия. Джейн, не посоветовавшись с Эндером, передает компрометирующее донесение Звездному Конгрессу, который объявляет об аресте влюбленных Миро и Кванды, исследующих свинксов. Устав колонии отменен, и колонисты вынуждены полагаться на рекомендации Эндера.
Тем временем Эндер испытывает давление со стороны куколки Королевы улья, она настаивает на том, чтобы он позволил ей поселиться в этом мире, потому что она вступила в телепатический контакт с иной расой. Эндер предполагает, что под иной расой имеются в виду свинксы, хотя те из них, что контактируют с Миро и Квандой, кажутся очень просто устроенными и вообще не телепатами. После введения санкций Эндер просит Миро и Кванду позволить ему прийти к свинксам, поскольку те просили о встрече с ним как с «настоящим Голосом» (данное утверждение было воспринято Миро и Квандой как недоразумение). Эндер не оправдывает заблуждений исследователей, когда он не только признает, что является настоящим Голосом, но и просит свинксов продемонстрировать, как из трупов ритуально убитых свинксов растут деревья, являя собой их переход в третью, репродуктивную, стадию жизни. Убийство зенадоров было недоразумением. Свинксы ошибочно полагали, что люди развиваются похожим образом, что и они сами.
После этих открытий Эндер произносит свою речь о Маркосе и раскрывает множество секретов, касающихся в основном Новиньи. В первую очередь он говорит о том, что Маркос не мог иметь детей, и все их дети Новинья родила от Либо. Эта новость оглушительна для Миро, поскольку его возлюбленная, Кванда, приходится ему сводной сестрой. Санкции Звёздного конгресса становятся известны, и Эндер советует колонии объявить о восстании. Он вновь устанавливает контакт с Джейн, которая скрывает их ансибль.
Эндер начинает встречаться с Новиньей. Его сестра Валентина соглашается прилететь в колонию. На дальней стороне планеты он обнаруживает место, напоминающее сон из «Игры Эндера». Под руководством Королевы улья он высаживает там её куколку, чтобы возрождение Формиков наконец началось спустя 3000 лет ожидания.

## Ксеноцид
В «Ксеноциде» Эндер выглядит неофициальным руководителем множества усилий, прилагаемых бунтующей колонией Лузитании. Он оказывает всю возможную помощь Новинье в её работе по защите людей от вируса десколады. Десколада смертельна для человека, но она имеет важное значение для жизни и размножения свинксов. Иммунная система Формиков способна противостоять вирусу, а люди принимают с пищей антивирусные добавки, но оба средства защиты утрачивают свою эффективность из-за постоянных мутаций вируса. Также Эндер старается сохранять на планете мир среди трех рас в условиях нарастающего возмущения. Людей возмущает то, что свинксы являются помехой для простого уничтожения десколады. О существовании новой колонии Формиков осведомлены не все жители, но Эндер знает, что внешний вид и нечеловеческий образ мышления жукеров могут стать причиной разногласий между ними и людьми. В частности доставляют беспокойства младшие дети Новиньи: Грего, как подстрекатель среди людей, и Квара, настаивающая на разумности вируса и влезающая с сомнительными возражениями в исследования матери и сестры. Свинксы и Формики обеспокоены приближением флота, который может уничтожить планету в случае угрозы распространения десколады среди человечества.
Исследование, заказанное правительством на другой планете, Путь, ведет юная гениальная девушка Хань Цин-чжао с целью установить существование Джейн, которая связана с системой ансиблей. Джейн раскрывается Цин-чжао, чтобы убедить её не информировать власти, поскольку в том, что её люди страдают ОКР (обессивно-компульсивное расстройство) виновато правительство. С Джейн соглашаются отец девушки Хань Фэй-цзы и её служанка Си Ван-му. Однако доклад властям отправлен несмотря ни на что, и правительство вводит план временно отключить ансибельную сеть с целью удалить Джейн из системы. Отец соглашается помочь с решением проблемы десколады независимо от действий дочери в обмен на лекарство от ОКР. Исследователи Лузитании согласны, но, хотя лекарство и разработано, его невозможно синтезировать; они не могут вылечить ОКР без удаления гениальности, к тому же противовес десколаде просто не может быть создан. Между тем, собрав воедино все факты о возникновении Джейн, ансибль, филоты, они приходят в выводу, что Джейн способна взять любой объект, который знает во всех подробностях, и вытянуть его за пределы известной вселенной, в такое пространство, где сознательная мысль обладает гораздо большей силой, чем где-либо ещё.
Эндер участвует в первом испытательном полете, потому что существование Джейн является прямым последствием его пребывания в Боевой школе, где жукеры установили с ним связь посредством компьютерной игры; поэтому Джейн вероятнее всего могла удержать форму Эндера в памяти. Джейн после их размолвки с Голосом в данный момент времени ближе к Миро, поэтому он тоже должен участвовать. Эла идет, потому что является единственной, кто обладает достаточными для создания вируса знаниями. Испытательный полет проходит с неожиданными побочными эффектами. Эла выводит новый вирус, Миро создает себе новое тело взамен поврежденного прежнего. Эндер же невольно создает копии брата и сестры. Их образы в большей степени основаны на воспоминаниях, чем на реальности; поэтому Валентина очень мягкая любящая, а Питер едва ли не чистое зло. В ужасе от того, что создал, Эндер отстраняется от дальнейших полетов, поскольку Джейн может использовать Вэл и Питера для перемещений.

## Дети разума
Книга «Дети разума» начинается с того момента, на котором остановился сюжет «Ксеноцида». Многие события вращаются вокруг «псевдо-отпрысков» Эндера — Питера и юной Вэл. Во время своего первого и единственного путешествия во Вне-мир Эндер создает Питера и юную Вэл из своей айю. «Жизненная сила» Эндера теперь разделена между тремя людьми. На протяжении всей книги Эндер имеет трудности с поддержанием айю на достаточном для жизни троих человек уровне. Максимальное число людей, жизнь и здоровье которых Эндер способен одновременно поддерживать, равно двум. Поначалу больше всех страдает Вэл, поскольку в её миссии Эндер заинтересован меньше всего, но до тех пор, пока не становится известно, что Миро и Джейн ищут родную планету вируса десколады. Питеру никогда не приходилось соревноваться за айю Эндера, так как Эндер всегда заинтересован в миссии Питера, заключающейся в поиске средств остановить применение Молекулярного Дезинтегратора против Лузитании. Теперь, когда айю вложена в Питера и юную Вэл, сам Эндер начинает разрушаться. Это приводит к обмороку во время работы в монастырском саду, после чего он то приходил в себя, то вновь терял сознание на протяжении оставшихся глав вплоть до своей смерти. Физическое проявление Эндера исчезло, но его айю продолжает своё существование благодаря Питеру (юная Вэл отдает свою физическую оболочку Джейн, а её айю также продолжает существование в Питере).

## Эндер в изгнании
«Эндер в изгнании» — книга о «потерянных годах» между «Игрой Эндера» и «Голосом Тех, Кого Нет», повествующая об отлете Эндера с Эроса, о долгом путешествии в первую колонию, Шекспир, а также его посещении колонии, состоящей преимущественно из индийцев, на планете Ганг. Раскрывается больше информации о военном суде над Хайрамом Граффом, о его жизни в качестве Министра по делам колоний, а также о путешествиях Мэйзера Ракхейма после Войны Формиков.
После победы над Формиками Эндер остается на Эросе. Питер под псевдонимом Локи подавил возмущения враждующих народов и установил временное перемирие. Валентина не хочет больше быть частью планов Питера по завоеванию мира. Она просит родителей отправиться с ней и Эндером в колонию планеты Шекспир. Они отказываются. Алессандра и её мать, Дорабелла, отправляются на Шекспир, чтобы избавиться от матери Дорабеллы и уйти от денежных проблем. Они планировали провести два года полета в стазисе, но в результате путаницы они будут бодрствовать вместе с Эндером, Валентиной, адмиралом Квинси Морганом (капитаном) и другими колонистами, решившими не погружаться в стазис.
На протяжении всего полета Эндеру приходится иметь дело с твердым намерением адмирала Моргана узурпировать законное место Эндера как губернатора Шекспира. Морган видит в Эндере только глупого ребёнка, за которым никто не последует. Во время полета Дорабелла обольщает адмирала Моргана и пытается заставить свою дочь Алессандру соблазнить Эндера, планируя, что после её собственной свадьбы с Морганом и свадьбы Алессандры и Эндера Морган сможет управлять Шекспиром, используя Эндера как марионетку.
По прибытии на Шекспир Эндер, пользуясь небольшой помощью Министра по делам колоний Хайрама Граффа, легко расправляется с попытками бескровного переворота, планируемого Морганом. Эндер также успешно освобождает Алессандру от господства матери. После двух лет пребывания на посту губернатора и написания «Королевы Улья» и «Гегемона» Эндер убеждает Валентину двигаться дальше.
Первую остановку Эндер по просьбе Хайрама Граффа совершает в индийской колонии на Ганге, которой управляет Вирломи, бывшая ученица Боевой школы, возглавлявшая восстание в Индии и отправленная за это в ссылку Гегемоном Питером Виггином. Эндер соглашается помочь Вирломи подавить восстание группы «Исконные жители Ганга», которую возглавляет грозный молодой человек Рэндалл Фирс, ошибочно считающий, что он является сыном Ахиллеса де Фландре. Так называемые «исконные жители» восприняли «Королеву Улья» как боевой клич к началу умаления заслуг героя Эндера Виггина и распространению выражения «Эндер Ксеноцид».
В результате драки Рэндалла и Эндера последний оказывается при смерти. Эндер раскрывает истинное происхождение Рэндалла (его родители — старые друзья и сослуживцы Эндера Джулиан «Боб» Дельфики и Петра Арканян Дельфики Виггин), после чего Рэндалл отказывается от своего тайного имени Ахиллес и берет себе имя Арканян Дельфики. Вскоре после этого Эндер снова встречается с Рэндаллом и тот связывается по ансиблю со своей настоящей матерью.